# Het Beijersche
Het Beijersche (51° 59′ N, 4° 44′ L) é uma cidade dos Países Baixos, na província de Holanda do Sul. Het Beijersche pertence ao município de Krimpenerwaard, e está situada a 4 km, a sul de Gouda.
A área de Het Beijersche, que também inclui as partes periféricas da cidade, bem como a zona rural circundante, tem uma população estimada em 350 habitantes.

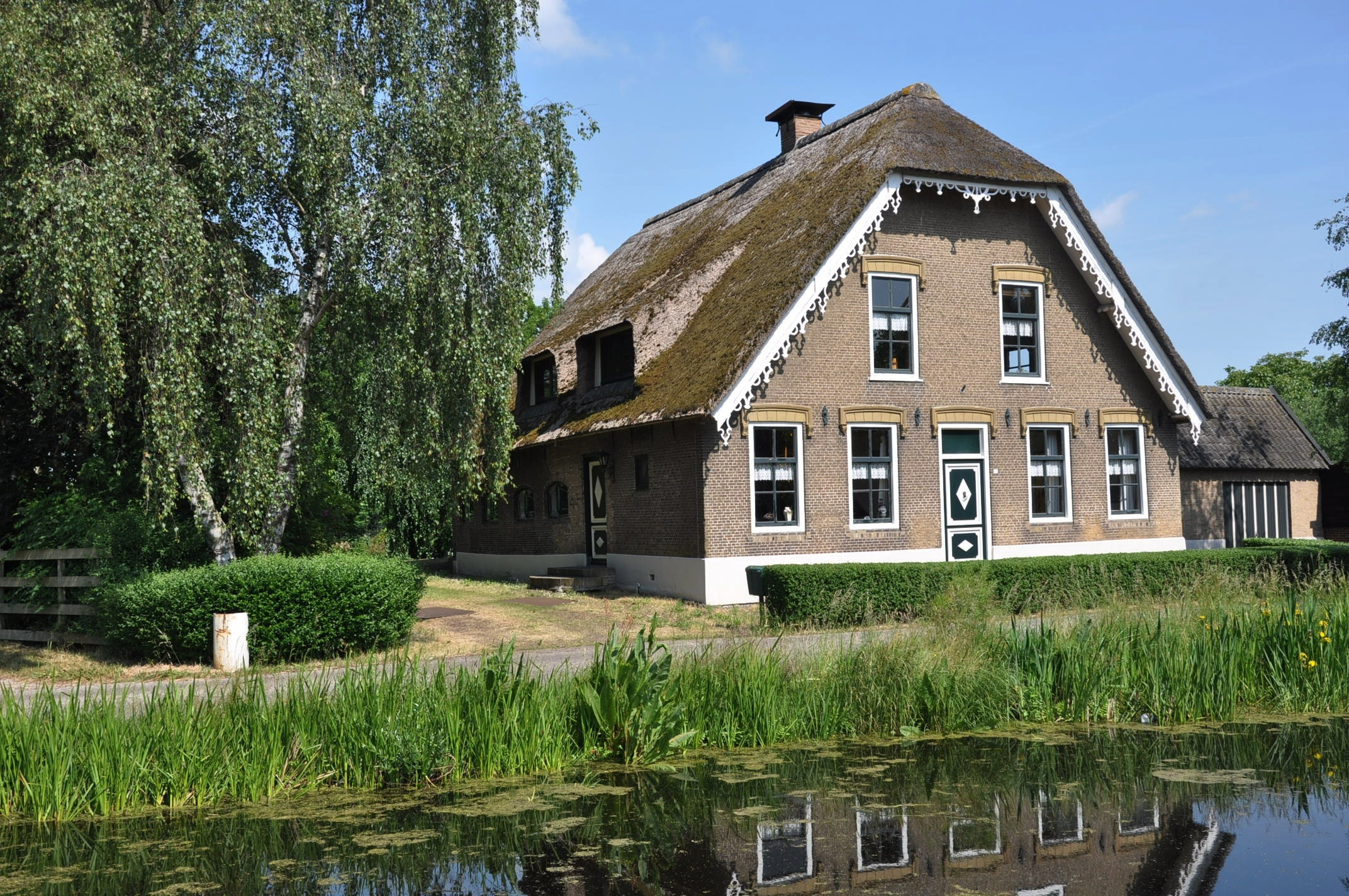
Fazenda, Het Beijersche.